# Guerra russo-polonesa (1605-1618)

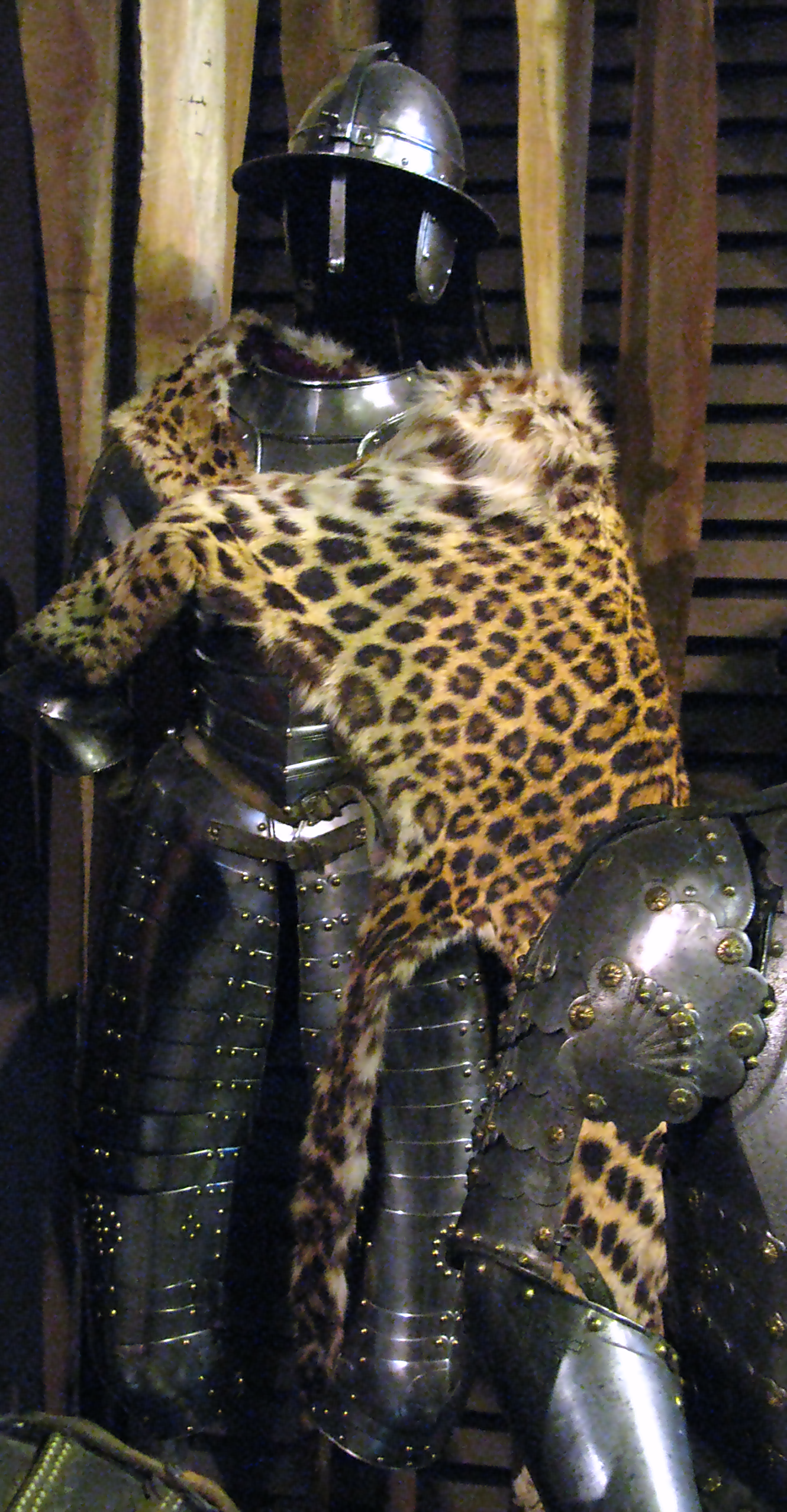
Armadura de la cavalleria polonesa Hússars Alats dels segles i.

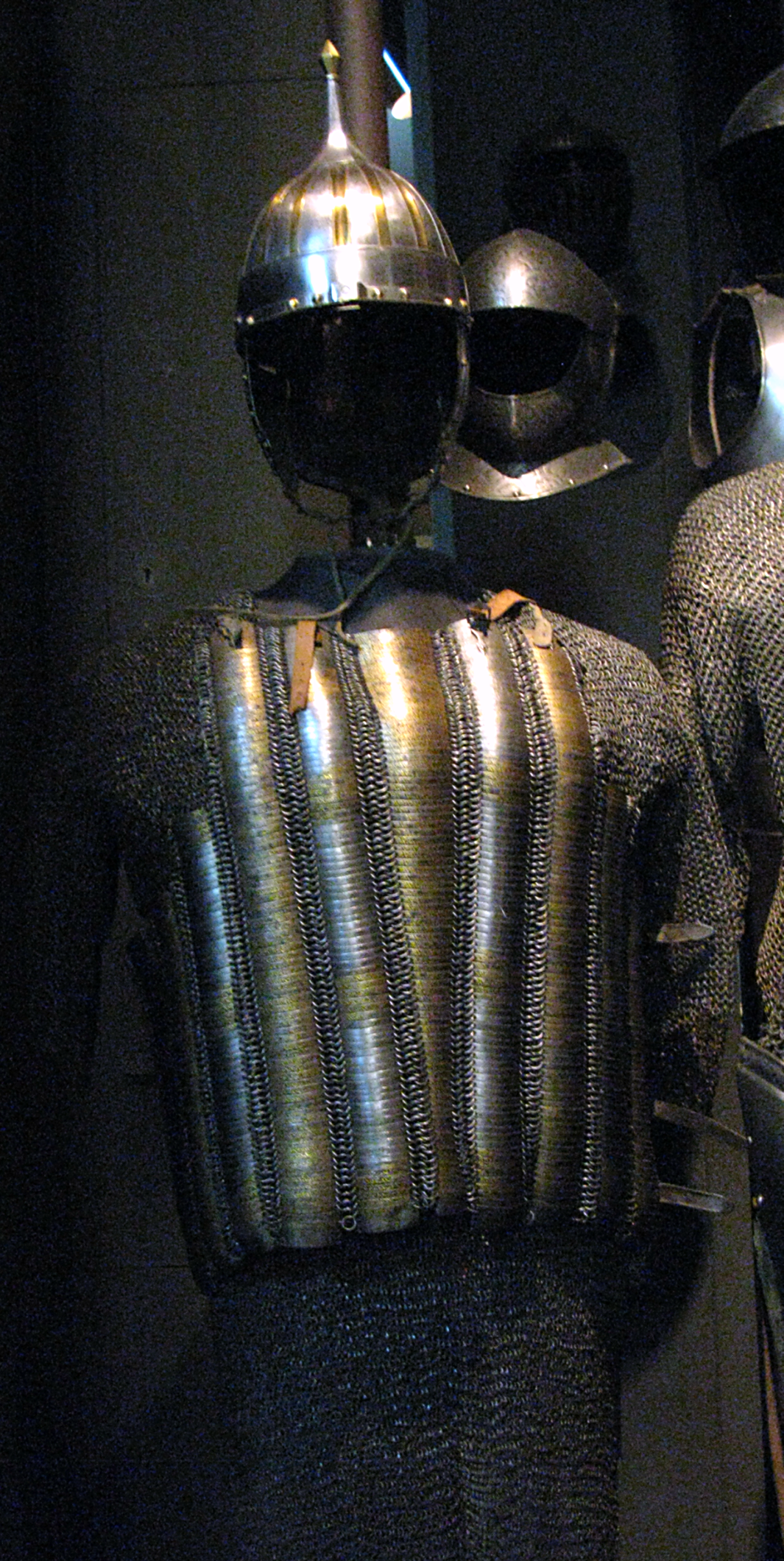
Cota de malla de la primera meitat del.

La Guerra russo-polonesa (1605-1618) tingué lloc a començaments del segle XVII com una seqüència de conflictes i invasions cap a l'est dutes a terme per la Confederació de Polònia i Lituània o per exèrcits privats i mercenaris encapçalats pels magnats en un moment en què el Tsarat Rus s'havia enfonsat per una sèrie de guerres civils (Període Tumultuós) provocades per la crisi dinàstica russa i el caos intern general. Els bàndols i llurs objectius canviaren diverses vegades durant el conflicte: la Confederació no estigué formalment en guerra amb Rússia fins al 1609, i diverses faccions russes lluitaven entre si, aliades amb la Confederació o amb altres països o lluitant contra ells. Suècia també participà en el conflicte durant la Guerra d'Íngria (1610-1617), de vegades aliada amb Rússia i d'altres en contra. Els objectius de les diverses faccions canviaren freqüentment, en una escala que va des de petits canvis fronterers, intentar imposar al tron rus els reis polonesos o els impostors, i àdhuc la creació d'un nou estat formant una unió entre la Confederació i Rússia.
La guerra es pot dividir en quatre etapes. A la primera etapa, alguns szlachta (nobles), animats per alguns boiars russos, però sense el consentiment del rei polonès Segimon III Vasa, intentaren explotar la feblesa russa i intervenir en la seva guerra civil donant suport als impostors que fingien ser Demetri Ivànovitx i reclamaven el tron del tsar de Rússia, Demetri I el Fals i posteriorment Demetri II el Fals, contra els tsar coronats Borís Godunov i Vassili Xúiski. La primera iniciativa d'intervenció polonesa comença el 1605 i acaba el 1606 amb la mort del primer fals Demetri. La segona iniciativa comença el 1607 i dura fins al 1609, quan el tsar Vassili Xúiski feu una aliança militar amb Suècia. En resposta a aquesta aliança, el rei polonès Segimon III decideix intervenir oficialment i declarar la guerra a Rússia, tot volent afeblir l'aliat de Suècia i obtenir concessions territorials.
Després de les primeres victòries de la Confederació (Batalla de Klúixino), que acaba amb les forces poloneses entrant a Moscou el 1610, el fill de Segimon, el príncep Ladislau IV, fou breument escollit tsar. De totes maneres, Segimon, poc després, decideix adquirir el tron rus per a si mateix. Això inquieta els boiars pro-polonesos, qui acceptarien el moderat Ladislau però no el pro-catòlic i anti-ortodox Segimon. Com a conseqüència, la facció pro-polonesa boiar desaparegué, i la guerra continuà el 1611, i les tropes poloneses foren expulsades de Moscou, encara que aconseguiren la plaça de Smolensk. Al final, a causa de problemes interns tant a la Confederació com a Rússia, les hostilitats militars es reduïren entre el 1612 i el 1617, moment en què Segimon duu a terme un últim intent de conquerir Rússia, però fracassa. La guerra finalment acaba el 1618 amb la Pau de Deulino, que atorga a la Confederació certes concessions territorials, però no el control sobre Rúsia, la qual surt de la guerra amb la seva independència intacta.

## Denominacions de la guerra
Es coneix aquest conflicte amb diverses denominacions, tot i que comunament s'anomena Guerra russo-polonesa, amb el terme modern Rússia en comptes del terme antic Moscòvia o Tsarat Moscovita. A la historiografia polonesa, les guerres són denominades usualment Dimitríades. D'acord amb la historiografia russa, els esdeveniments caòtics de la guerra s'inclouen dins el Període Tumultuós. El conflicte amb els polonesos és anomenat com la Invasió Polonesa, la Intervenció Polonesa o més específicament la Intervenció Polonesa de començaments del segle xvii.

## Antecedents de la guerra
A finals del segle XV i començaments del xvi, Rússia passava per un estat de crisi política i econòmica. Després de la mort del tsar Ivan el Terrible el 1584, i la mort del seu fill petit, el tsarévitx Demetri Ivànovitx el 1591, diverses faccions competien pel tron del tsar. El 1598 Borís Godunov fou coronat com a tsar, marcant el final del govern de la dinastia ruríkida, que durava ja segles. Mentre que les seves polítiques foren moderades i benintencionades, el seu govern estigué tacat per la percepció general que la seva legitimitat com a tsar era qüestionable i les suposades al·legacions sobre la seva implicació en l'assassinat de Demetri Ivànovitx. Mentre que Godunov sabé mantenir l'oposició sota control, no fou capaç, emperò, d'aixafar-la completament. Com a afegitó als seus problemes, els primers anys del segle XVII foren extremadament freds, i això suposà una fam que devastà el país entre el 1601 i el 1603.
A les acaballes del 1600, una ambaixada poloneso-lituana encapçalada pel Gran Canceller de Lituània Lew Sapieha, conjuntament amb Eliasz Pielgrzymowski i Stanisław Warszycki, arribà a Moscou proposant una aliança entre la Confederació i Rússia, que incloïa una futura unió personal. Proposava que després de la mort d'un dels monarques sense hereters, l'altre esdevindria el governant d'ambdós països. El tsar Godunov declinà la proposta d'unió i únicament accedí a estendre la treva de la Pau d'Iam Zapolsk durant 22 anys més (fins al 1622).
Segimon i els magnats de la Confederació eren conscients que no serien capaços de tur a terme cap invasió seriosa a Rússia, atès que el seu exèrcit era massa petit, el seu tresor estava sempre buit, i la guerra mancava del suport popular. De totes maneres, en veure la situació a Rússia deteriorada, el rei i alguns dels magnats —sobretot aquells que posseïen terres i forces prop de la frontera— començaren a entreveure una manera de treure profit del caos i de la feblesa del seu veí oriental. Aquests plantejaments es demostraren de fàcil realització, atès que mentrestant, molts boiars russos, descontents amb la guerra civil vigent, intentaren convèncer diversos veïns, incloent la Confederació, perquè intervinguessin. Alguns d'ells cercaven llur propi benefici, intentant organitzar suports per a la pròpia ascensió al tron rus. D'altres, animats per l'atractiva Llibertat Daurada que regia les relacions entre l'aristocràcia a la Confederació, planejaren, conjuntament amb alguns polítics polonesos, la manera d'arribar a alguna mena d'unió entre els dos estats. Encara altres boiars intentaren lligar llur destí amb el de Suècia, la qual cosa desembocà en la Guerra d'Íngria.
Els partidaris d'una unió de Polònia i Lituània amb Rússia proposaren una unió semblant a la Unió de Lublin, que inclouria una política d'exteriors i militar comuna, el dret per a la noblesa d'escollir el lloc on viure i on comprar terrenys, la retirada de les barreres per al comerç i el trànsit, la introducció d'una moneda comuna, la incrementació de la tolerància religiosa a Rússia i l'enviament dels fills dels boiars a acadèmies més avançades poloneses (com la Universitat Jagellònica). De totes maneres, aquest projecte no tingué mai gaires partidaris, molts boiars temien que la unió amb la predominant catòlica Confederació posaria en perill les tradicions ortodoxes russes, per la qual cosa s'oposaven a qualsevol cosa que amenacés la cultura russa, especialment l'Església Ortodoxa, els matrimonis interconfessionals i l'ensenyament a les escoles poloneses que ja havien menat a la polonització de les terres rutenes sota control polonès.

## La invasió polonesa (1605-1606)

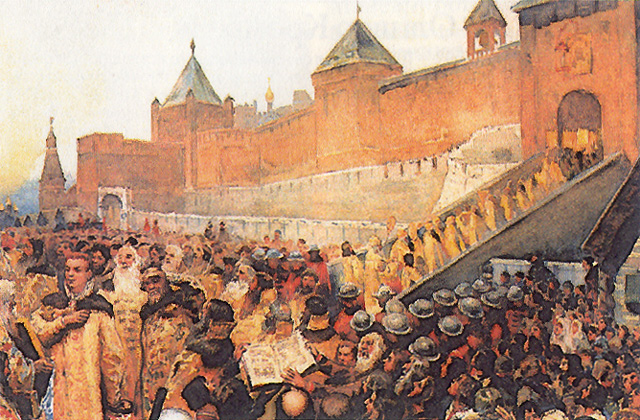
Demetri I el Fals entra a Moscou el 20 de juny del 1604. Obra de Klavdi Lébedev.

Durant la majoria del seu regnat al segle xvii, Segimon III Vasa estigué ocupat en problemes interns, com la guerra civil a la Confederació, les guerres amb Suècia i les guerres a Moldàvia. Tot i això, quan l'impostor Demetri I el Fals aparegué a Polònia el 1603, trobà ràpidament el suport entre poderosos magnats com Michał Wiśniowiecki o Lew i Jan Piotr Sapieha, qui el finançaren per a la campanya contra Borís Godunov. Els magnats esperaven aconseguir beneficis materials de la campanya i el control de Rússia mitjançant el fals Demetri. Com a afegitó, tant els magnats polonesos com els boiars russos tenien plans per a la unió entre la Confederació i Rússia, d'una manera semblant a la que Lew Sapieha havia plantejat a Godunov i ell havia rebutjat el 1600. Finalment, els partidaris del catolicisme veieren en Demetri un mitjà per estendre la influència de la seva església cap a l'est. De fet, després de les seves promeses d'una entitat russo-polonesa dominada pels catòlics en una guerra amb l'Imperi Otomà, els jesuïtes també li donaren fons i educació. Tot i que Segimon declinà donar suport a Demetri oficialment amb el poder de la Confederació, el rei polonès estava sempre disposat a defensar iniciatives procatòliques i li donà 4.000 złoty. Tanmateix, alguns dels partidaris de Demetri, sobretot aquells implicats en la rebel·lió, s'esforçaren activament a aconseguir que Demetri reemplacés Segimon. A canvi, el juny de 1604 Demetri prometé a la Confederació la meitat del territori de Smolensk. De totes maneres, molta gent contemplava escèpticament el futur d'aquesta empresa. Jan Samoyski, oposat a la majoria de les polítiques de Segimon, posteriorment comentà l'afer de Demetri I el Fals com una "comèdia digna de Plaute o Terenci".

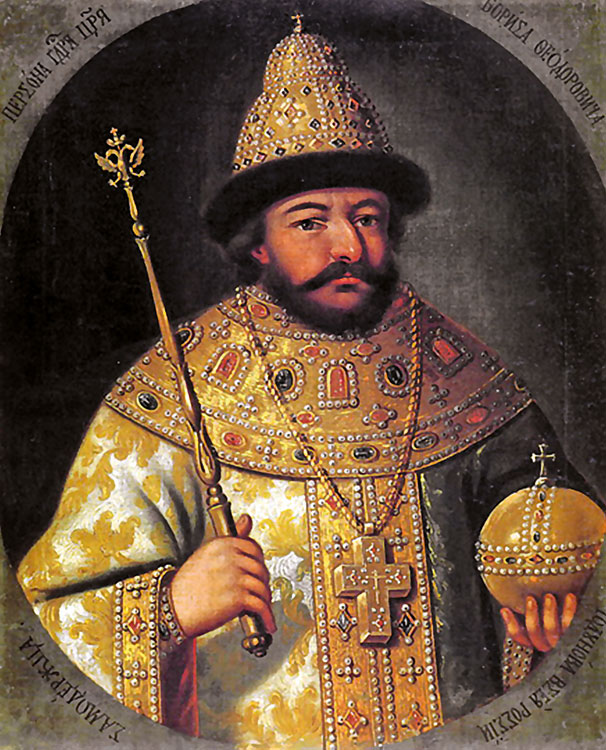
Borís Godunov

Quan Borís Godunov sentí parlar sobre el pretendent, proclamà que aquell home no era més que un monjo fugit anomenat Grigori Otrépiev, tot i que la informació en la qual es basà per fer aquesta afirmació no és gens clara. El suport de Godunov entre els russos començà a esvair-se, sobretot en esforçar-se a difondre contrarumors. Alguns dels boiars russos també començaren a donar suport a Demetri, amb la intenció de no pagar imposts a Godunov.
Demetri feu atreure uns quants seguidors, formant un petit exèrcit, que juntament amb 3.500 soldats dels exèrcits privats dels magnats de la Confederació i els mercenaris comprats amb els seus propis diners, s'encaminaren cap a Rússia el juny de 1604. Alguns dels altres enemics de Godunov, com aproximadament 2.000 cosacs del sud, s'uniren a les forces de Demetri en el seu camí a Moscou. Aquestes forces s'enfrontaren en dues ocasions als soldats russos; a la primera ocasió, a Nóvgorod-Síverski, vencé Demetri aconseguint poc després el control de Txernígov, Putivl, Sevsk i Kursk; a la segona ocasió, a la batalla de Dobrínitxi, perdé, i el seu exèrcit quedà pràcticament desintegrat. La causa de Demetri se'n salvà només per les notícies de la mort del tsar Borís Godunov.
La mort sobtada del tsar el 13 d'abril de 1605 suposà la retirada del principal obstacle per als avanços de Demetri. Les tropes russes començaren a passar-se al seu bàndol, de manera que l'1 de juliol els boiars de Moscou empresonaren el recentment coronat tsar Teodor II, el fill de Borís, i la seva mare, que foren assassinats poc després. El 20 de juny l'impostor feu la seva entrada triomfal a Moscou, i fou coronat tsar el 21 de juliol per un patriarca de la seva pròpia elecció, Ignasi, qui, com a bisbe de Riazan, havia estat el primer jerarca eclesiàstic a reconèixer Demetri com a tsar. L'aliança amb Polònia fou reforçada pel seu matrimoni amb la filla de Jerzy Mniszech, Marina Mniszech, una noble polonesa de qui Demetri s'havia enamorat durant la seva estada a Polònia. La nova tsarina ofengué molts russos en rebutjar convertir-se a la fe ortodoxa russa. El rei de la Confederació, Segimon, fou un preeminent convidat al casament. Marina arribà a Moscou per unir-se amb el seu marit, on fou coronada com a tsarina al maig.

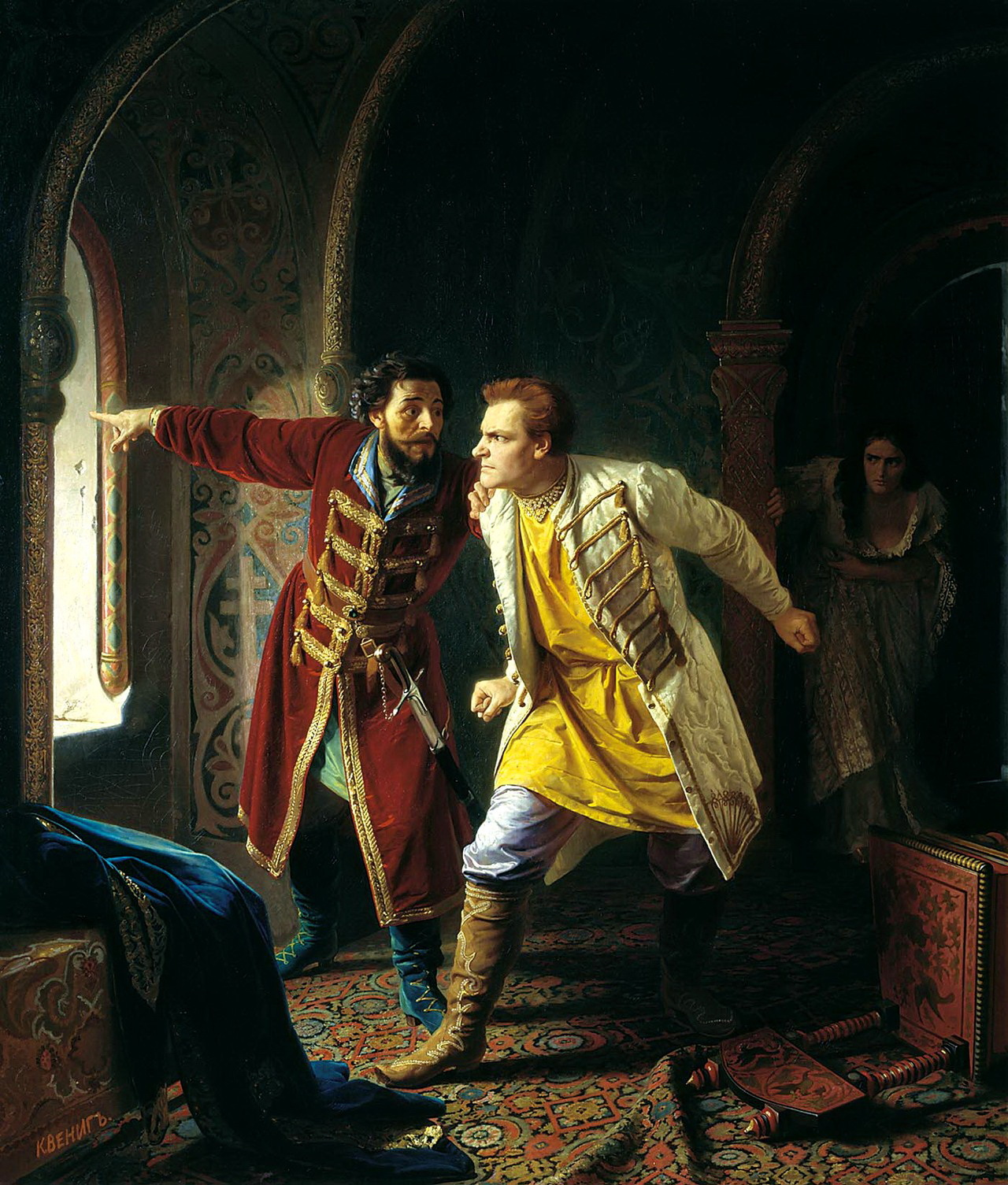
Últims minuts de Demetri I el Fals, de Karl Wenig, pintat el 1879. Demetri el Fals intentà fugir dels conspiradors per una finestra, però es trencà una cama i el mataren. Després cremaren el seu cos i dispararen les seves cendres en un canó direcció a Polònia.

Malgrat que el govern de Demetri no tingué gaires errors o equivocacions significatives, la seva posició era feble. Molts boiars sentiren que podrien guanyar més influència o àdhuc el tron per a ells mateixos, i molts també se sentien cautelosos davant els avanços de la influència cultural polonesa, especialment en vista de la dominació creixent sobre la seva cort dels estrangers que havia portat de Polònia el nou tsar. La Llibertat Daurada, que declarava com a iguals tots els nobles, era defensada per la noblesa menor, però amenaçava els boiars més poderosos. Així doncs, els boiars, encapçalats pel príncep Vassili Xúiski, començaren a conspirar contra Demetri i la seva facció pro-polonesa, acusant-lo d'homosexual, de difondre el catolicisme i els costums polonesos, i de vendre Rússia als jesuïtes i al Papa. Guanyaren suport popular, sobretot arran del fet que Demetri es protegia amb uns soldats irregulars de la Confederació, que encara eren a Moscou, i s'havien vist implicats en diversos actes criminals, fet que agitava les ires de la població local.
El matí del 17 de maig de 1606, unes dues setmanes després del matrimoni, els conspiradors entraren al Kremlin. Demetri intentà escapar-ne per una finestra, però es trencà una cama en la caiguda. Un dels conspiradors li disparà i el matà allà mateix. Al començament hi hagué disputes sobre què fer amb el cos, però finalment fou cremat. Les seves cendres foren disparades en un canó en direcció a Polònia. El regnat de Demetri havia durant només deu mesos. Vassili Xúiski el reemplaçà en el tsarat. Al voltant de cinc-cents partidaris de Demetri foren executats, empresonats o obligats a abandonar Rússia.

## La segona invasió (1607-1609)

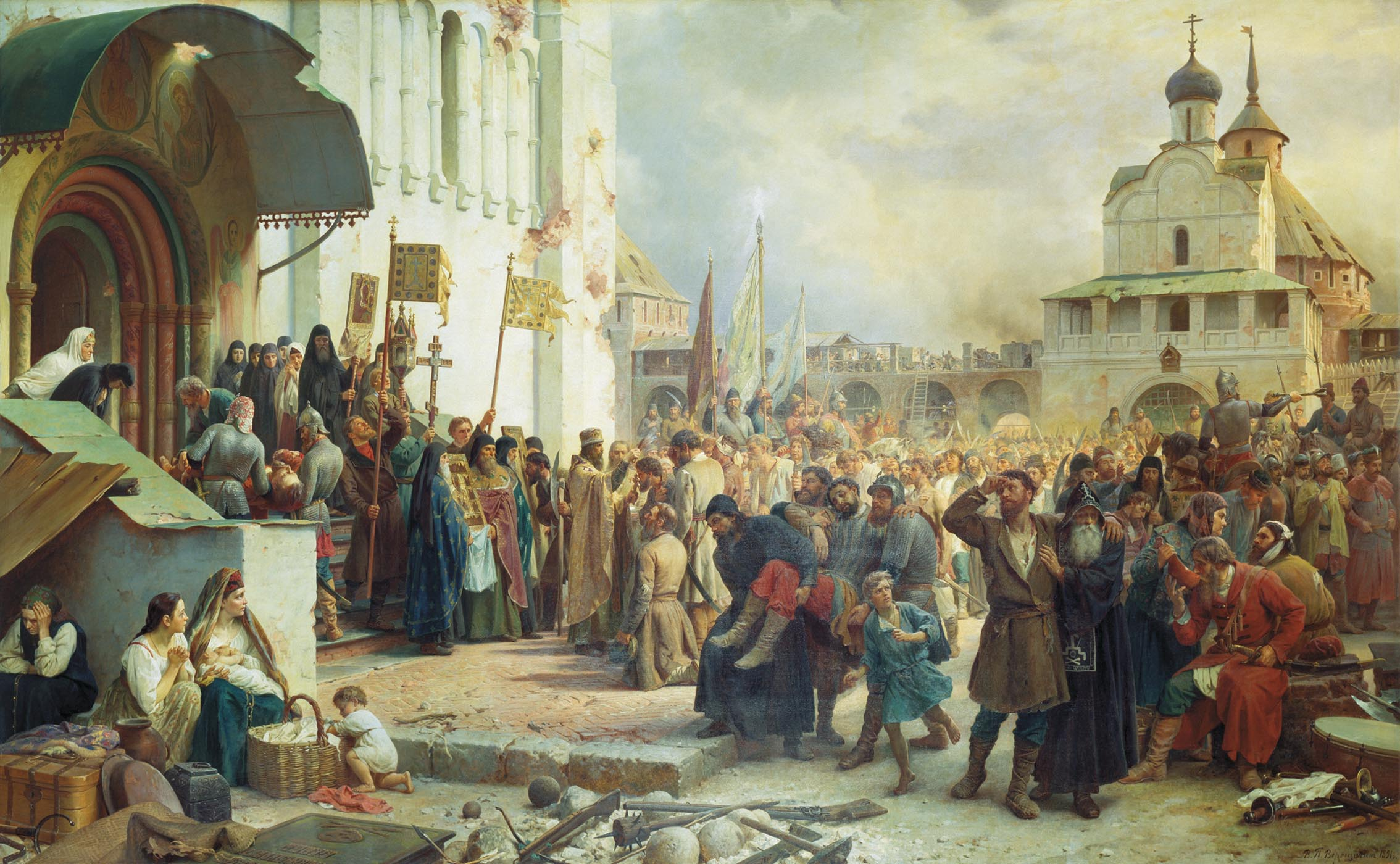
Defensa de la Laura de la Santíssima Trinitat i Sant Sergi, obra de Vassili Veresxaguin, 1891.

El tsar Vassili Xúiski era impopular i la seva posició feble, de manera que el seu tsarat fou molt inestable. La guerra civil continuà, i el 1607 aparegué un segon impostor, Demetri II el Fals, novament amb el suport d'alguns magnats polonesos i reconegut per Marina Mniszech com el seu primer marit, salvat miraculosament. Això li oferí el suport dels magnats que havien estat al costat del primer impostor. Adam Wiśniowiecki, Roman Różyński i Jan Piotr Sapieha decidiren ajudar-lo també amb fons i amb 7.500 soldats. El saqueig al qual es lliurava el seu exèrcit, sobretot els mercenaris de la Lisowczycy comandats per Aleksander Lisowski, donà lloc a una proclama a Sérguiev Possad que deia: "tres plagues: tifus, tàtars i polonesos". El 1608, juntament amb uns centenars de cosacs del Don encapçalats per Aleksander Kleczkowski, alguns szlachta i mercenaris, derrotaren l'exèrcit del tsar Xúiski prop de Zaraisk, i capturaren Mikhàilov i Kolomna. Llavors la Lisowczycy avançà cap a Moscou, però fou derrotada a Medveji Brod per Vassili Buturlín. En fracassar Sapieha al setge de la Laura de la Santíssima Trinitat i Sant Sergi, la Lisowczycy se'n retirà als voltants de Rakhmàntsevo, tot i que obtingueren èxits als saqueigs de Kostromà, Soligàlitx i algunes altres ciutats menors.

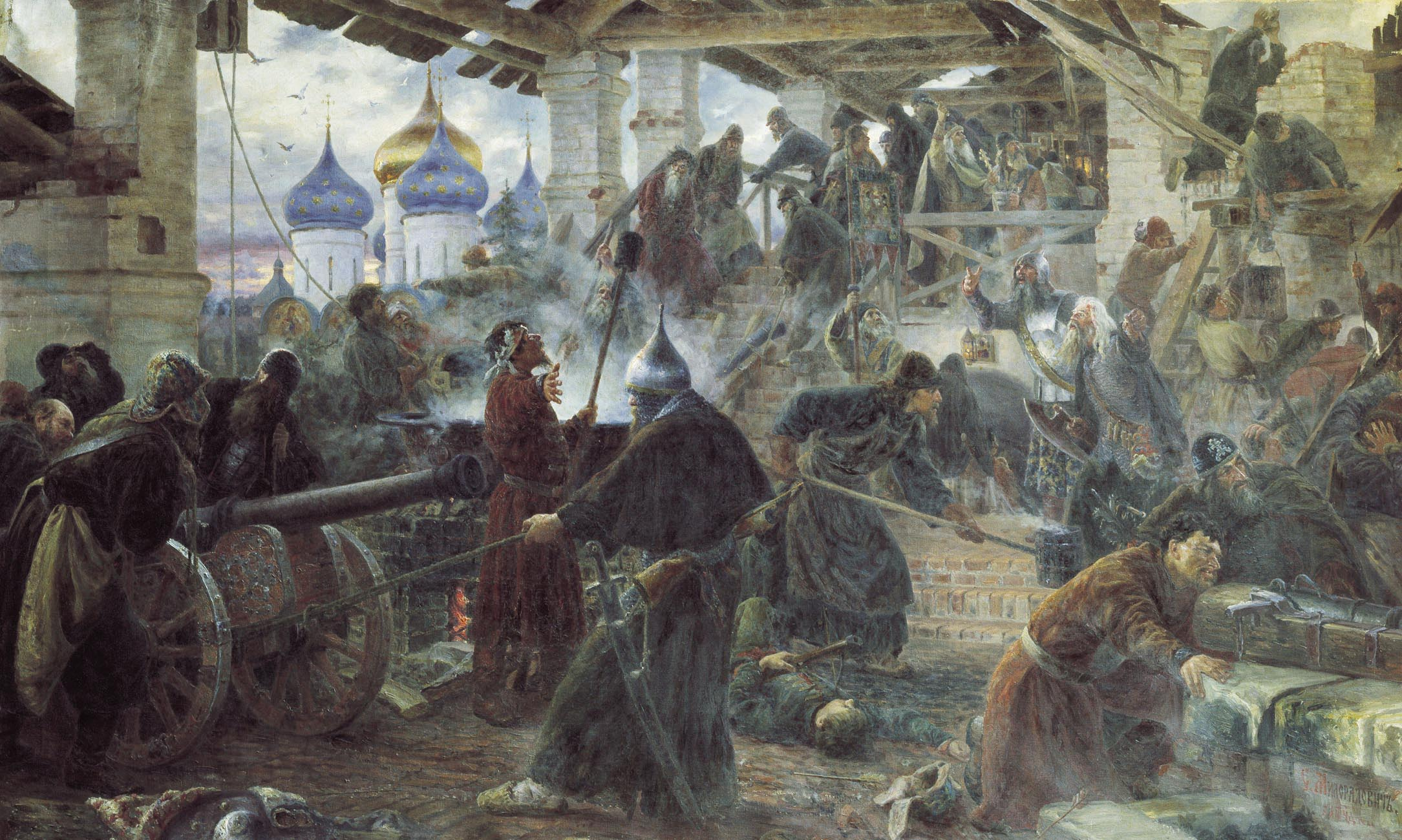
La defensa de la Laura de la Santíssima Triniat i Sant Sergi pels monjos ortodoxos encapçalats pel cronista Avraami Pàlitsin (del setembre de 1609 el gener de 1611). Pintura de Serguei Miloràdovitx.

Demetri capturà ràpidament Karàtxev, Briansk i altres ciutats. Rebé reforços dels polonesos, i a la primavera de 1608 marxà cap a Moscou, derrotà les tropes del tsar a Bólkhov. Les promeses de Demetri de la total confiscació de les terres dels boiars posà a molta gent humil del seu costat. El poble de Túixino, a uns dotze quilòmetres de la capital, es convertí en un campament armat, on Demetri reuní el seu exèrcit. Les seves forces originàriament incloïen 7.000 soldats polonesos, 10.000 cosacs i 10.000 soldats diversos. Elevà Fiódor Nikítitx Romànov al rang de Patriarca, amb el nom de Filaret de Moscou, guanyant l'aliança de les ciutats de Iaroslavl, Kostromà, Vólogda, Kaixin i algunes altres. La seva sort, no obstant això, canvià en decidir la Confederació prendre una part més activa en les guerres civils russes.

## Guerra russo-polonesa (1609-1618)

### Victòries poloneses (1609-1610)
El 1609 la rebel·lió de Zebrzydowski acabà en signar una aliança militar el tsar Basili, amb Carles IX de Suècia el 28 de febrer d'aquell any. El rei de la Confederació, Segimon III, que tenia per objectiu recuperar el tron suec, aconseguí permís del Sejm per declarar la guerra al Tsarat Rus. Veié en aquesta guerra una excel·lent oportunitat per estendre el territori de la Confederació i la seva esfera d'influència, amb esperances en què la conquesta de l'ortodoxa Rússia suposaria la seva conversió al catolicisme i li permetria alhora derrotar Suècia. Aquest pla també li permeté donar un propòsit als nombrosos partidaris rebels de Zebrzydowski, atraient-los amb promeses de riqueses i fama en unir-se a la campanya a la frontera oriental. Un llibre publicat per Paweł Palczwski aquell any, Kolęda moskiewska, comparava Rússia amb els estats amerindis del Nou Món, plens de ciutats daurades fàcils de conquerir. D'altra banda, alguns boiars russos li asseguraren llur suport, oferint el tron al príncep Ladislau, fill de Segimon III. Prèviament, Segimon no s'havia mostrat favorable a emprar el seu temps o el gruix de les forces poloneses en el conflicte intern de Rússia, però els nous factors del 1609 feren que reconsiderés la situació i canviés radicalment d'estratègia.

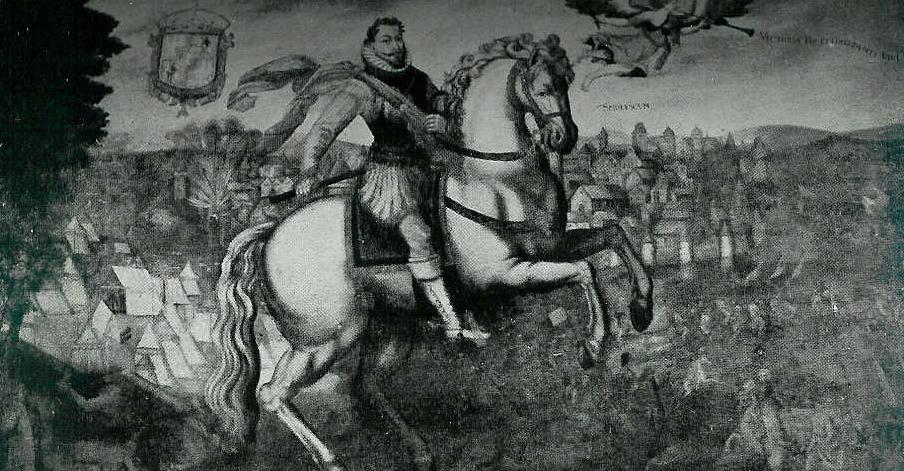
Segimon III a Smolensk per Tommaso Dolabella.

Encara que molts nobles polonesos i soldats lluitaven per a Demetri II en aquell moment, Segimon i les seves tropes no actuaren a favor de la seva ascensió al tron, atès que Segimon volia Rússia per a ell. L'entrada de Segimon a Rússia suposà que la majoria dels partidaris polonesos de Demetri l'abandonessin, la qual cosa contribuí a la seva derrota. Una sèrie de desastres consecutius induïren Demetri a escapar-se del campament disfressat de camperol amb Marina per refugiar-se a Kostromà. Tot i així, intentà un nou atac fracassat contra Moscou, encara que després de saber conservar el suport dels cosacs del Don, sabé aconseguir el control sobre el sud-est de Rússia. Finalment, fou assassinat mentre es trobava ebri, l'11 de desembre del 1610 per un príncep tàtar del Kanat de Kassímov, Piotr Urússov, al qual Demetri havia fuetejat en una ocasió anterior.

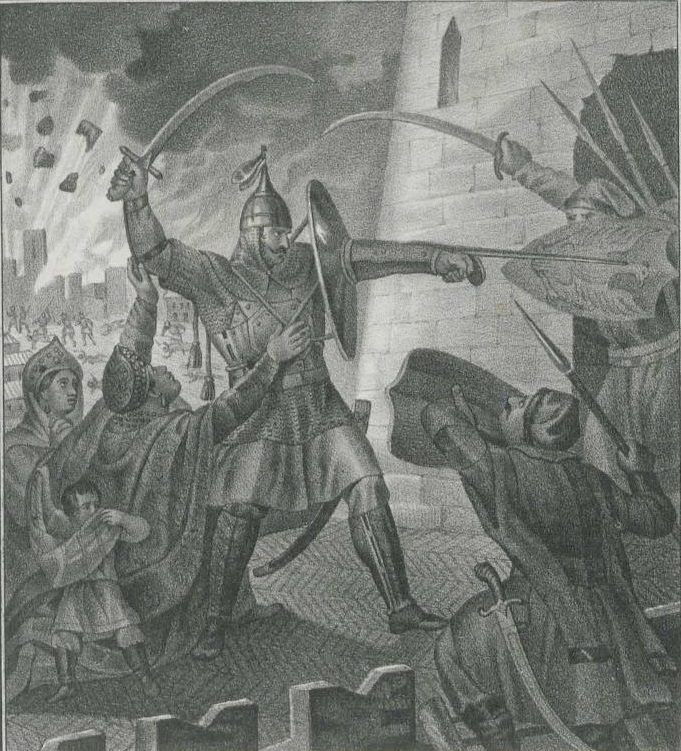
La defensa de Smolensk dels polonesos, per Borís Txórikov.

Un exèrcit de la Confederació sota el comandament del hetman Stanisław Żółkiewski, qui es mostrava en termes generals oposat a aquest conflicte, però no podia desobeir les ordres del rei, travessà la frontera i assetjà Smolensk, una ciutat important que Rússia havia conquerit a Lituània el 1514. Smolensk estava guarnida amb 1.000 russos capitanejats pel voivoda Mikhaïl Xein, mentre que Żółkiewski comptava amb 12.000 soldats. Tanmateix, Smolensk tenia un avantatge: posseïa una gran fortalesa que havia estat construïda el 1602 sota el tsarat de Borís Godunov. Per als polonesos fou impenetrable, tot i el llarg setge, els trets de l'artilleria a la ciutat o els intents d'obrir túnels per sota el fossat foren en va, fins al 3 de juny del 1611, quan aconseguiren prendre la ciutat aconsellats per un traïdor anomenat Andrei Dedixin.
Mentrestant, la Lisowczycy havia pres i saquejat Pskov el 1610 i s'havia enfrontat a tropes sueques que operaven a Rússia participant en la Guerra d'Íngria. No tots els atacs de la Confederació resultaren existosos. Un atac primerenc a Moscou, dut a terme per 2.000 homes sota el comandament del hetman Jan Karol Chdokiewicz acabà en fracàs quan les tropes, sense paga, s'amotinaren i obligaren el seu comandant a retirar-se a través del cor de Rússia per tornar a Smolensk. Fins que el príncep Ladislau no arribà amb reforços la guerra no assumí un nou caràcter.

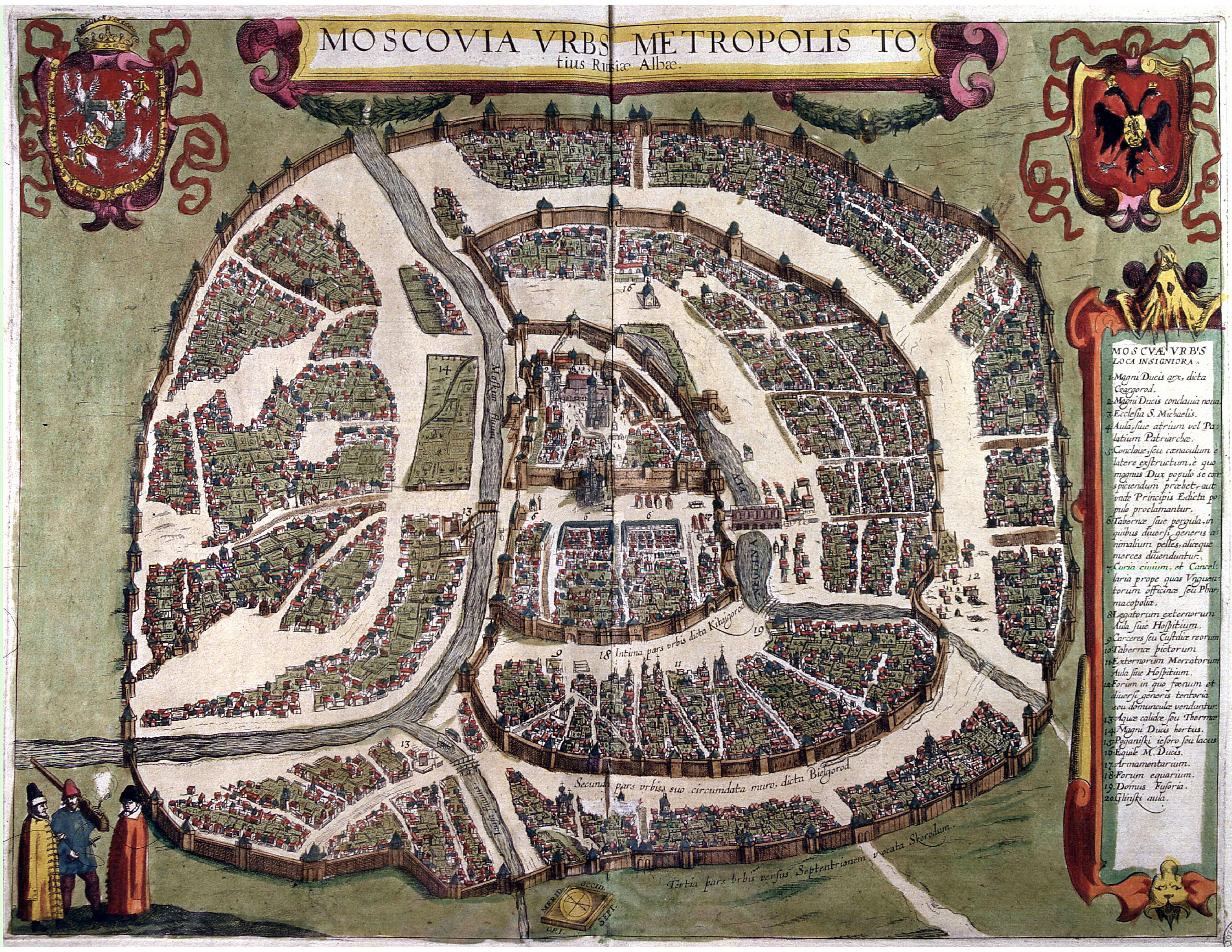
Mapa polonès de Moscou del 1610, anomenat Segismundense.

Durant la campanya, diverses visions sobre l'estratègia i sobre els objectius polítics toparen en el bàndol polonès. Alguns dels antics membres de la rebel·lió de Zebrzydowski, oposats a Segimon, començaren a conspirar per destronar-lo i posar Demetri o àdhuc Vassili IV. Żółkiewski, qui des del començament s'havia oposat a la invasió de Rússia, es trobà en conflicte amb el rei sobre l'abast, els mètodes i l'objectiu de la campanya. Żółkiewski representava el punt de vista tradicional de la noblesa polonesa, els szlachta, que no donaven suport a guerres agressives i perilloses contra enemics forts com Rússia. Així doncs, Żółkiewski estava a favor dels plans per a una unió voluntària i pacífica, a exemple de la de Lituània. Żółkiewski oferia als boiars russos drets i llibertat religiosa, visionant una associació que resultés en la creació de la Confederació de Polònia, Lituània i Moscòvia. Per aconseguir-ho, era de l'opinió que la cooperació de Moscou havia de guanyar-se per la via diplomàtica, no per la força. Segimon III, tanmateix, no desitjava embarcar-se en negociacions polítiques i compromisos, sobretot quan això havia de suposar concessions a l'Església Ortodoxa. Segimon era un partidari vocacional de l'Església Catòlica i la Contrareforma, i creia que podria guanyar i prendre Moscou per la força, establint-hi el seu propi govern.

### Polonesos a Moscou (1610)
El 31 de gener del 1610 Segimon rebé una ambaixada de boiars oposats a Vassili Xúiski, qui demanaren que Ladislau fos el tsar. El 24 de febrer, Segimon els envià una carta en què mostrava el seu acord, però només quan Moscou estigués en pau.
El hetman Żółkiewski, sense cap altra opció, decidí seguir les ordres del rei i deixà Smolensk, després de rebre reforços cosacs, per marxar sobre Moscou, deixant a Smolensk una petita força suficient per sostenir el setge. Com ell temia, el fet que les forces polonesolituanes pressionessin a l'est i saquegessin les terres russes, unit a l'aparent manca de voluntat en el compromís de Segimon, feu que molts dels partidaris dels polonesos i del segon fals Demetri deixessin el bàndol polonès i tornessin al de Xúiski.

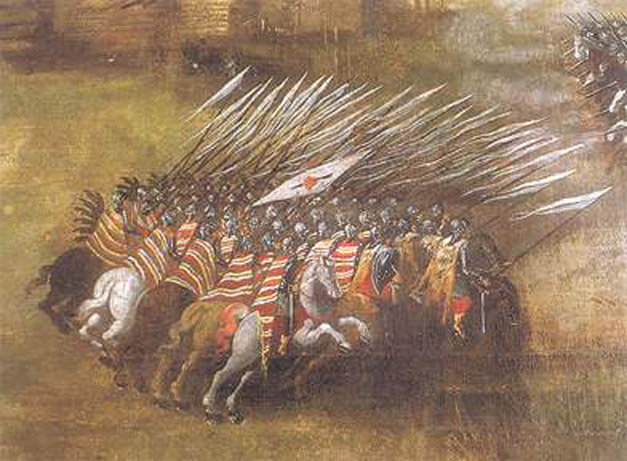
Formació de hússars alats polonesos a la Batalla de Klúixino.

Les forces russes, sota el comandament de Grigori Valúiev, es dirigiren a alliberar Smolensk, fortificant-se al fort de Tsariovo-Zàimisxe per aturar l'avanç polonès sobre Moscou. El setge de Tsariovo-Zàimisxe començà el 24 de juny. Els russos, per la seva part, no estaven preparats per a un llarg setge, car disposaven de molt poques provisions i aigua dins la fortalesa. Valúiev envià un missatge a Xúiski perquè vingués a ajudar-lo i aixequés el setge. Les tropes de Xúiski es posaren en marxa, però no per la ruta directa, sinó fent un volt per Klúixino, amb la intenció d'arribar a Tsariovo pel darrere dels enemics. Pel camí, Xúiski rebé també forces sueques sota el comandament de Jacob De la Gardie.

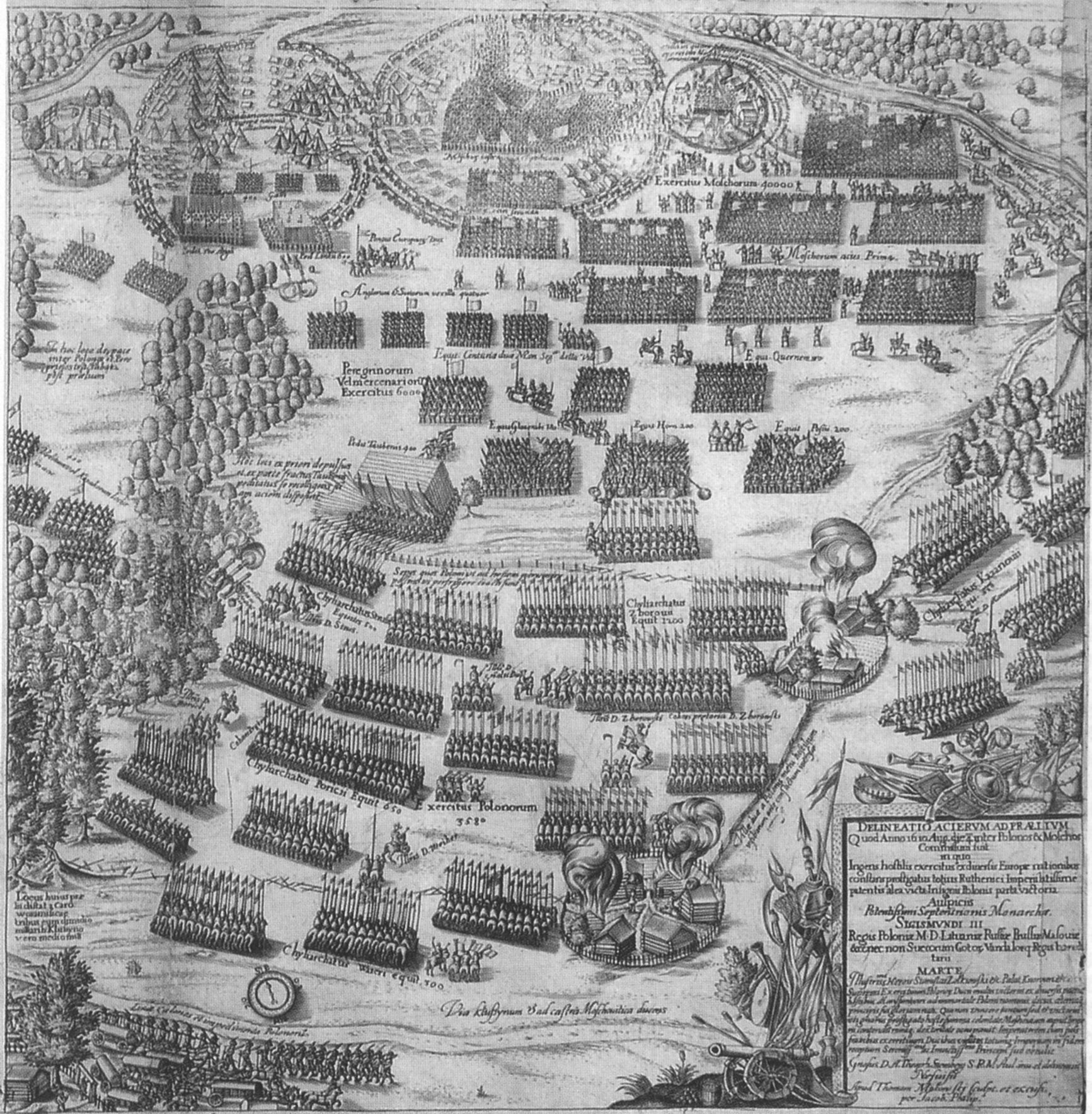
Distribució de les forces a la batalla de Klúixino.

Żółkiewski sabé de l'ofensiva de Xúiski i dividí les seves forces per trobar el contingent rus abans que arribessin a Tsariovo i aixecà el setge. L'aixecà durant la nit, de manera que Valúiev no se n'adonaria fins al matí. Les tropes de la coalició russo-sueca foren derrotades el 24 de juliol del 1610 a la batalla de Klúixino, on 5.000 genets d'elit polonesos hússars alats derrotaren una força superior en nombre de prop de 35.000 soldats. Aquesta sorprenent derrota deixà en estat de xoc els russos, i obrí una nova fase en el conflicte.

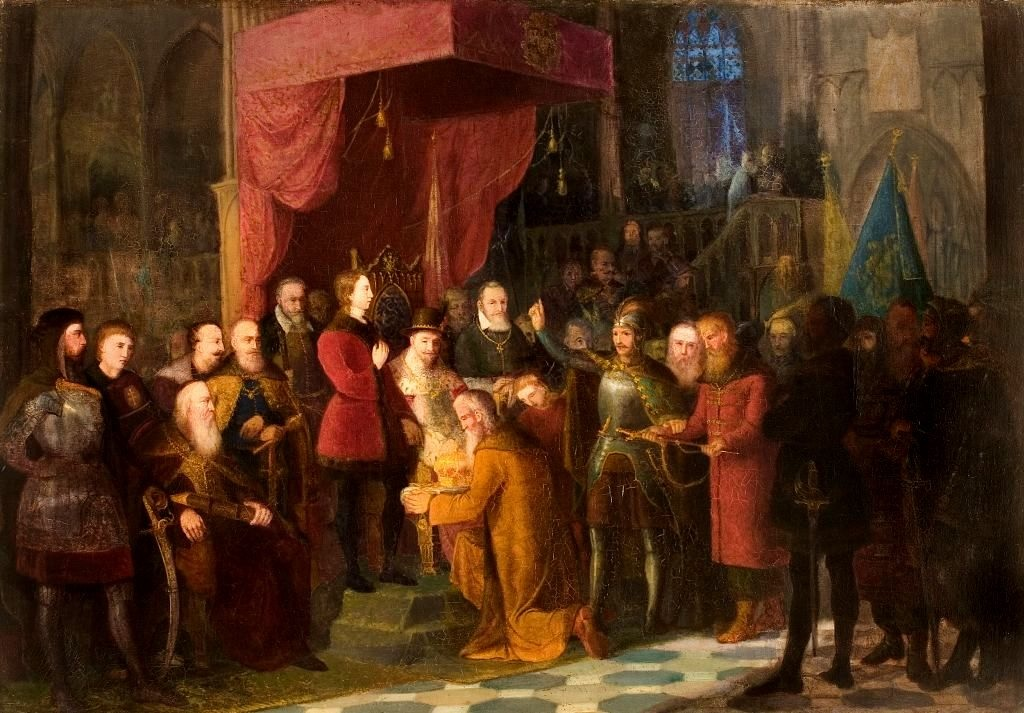
El tsar Xúiski portat per Żółkiewski al Sejm a Varsòvia davant de Segimon III per Jan Matejko, oli sobre llenç.

Després de les notícies del desastre de Klúixino, el suport al tsar Xúiski pràcticament desaparegué. Żółkiewski, poc després, convencé les forces russes de Tsariovo, que eren molt més nombroses que les de Klúixino, que no els convenia rendir-se i jurar fidelitat a Ladislau. Un cop incorporades a les seves pròpies forces, es dirigí cap a Moscou. L'agost del 1610 molts boiars havien acceptat ja la victòria de Segimon III i que Ladislau seria el nou tsar, sempre que es convertís a l'ortodòxia. La Duma russa votà la destitució de Vassili Xúiksi com a tsar. La família de Xúiski fou capturada i ell fou enviat a un monestir, obligat a romandre-hi sota vigilància. Posteriorment, fou enviat a Varsòvia, com a trofeu de guerra, on morí finalment a Gostyń.
Poc després de la destitució de Xúiski, tant Żółkiewski com Demetri II el Fals arribaren a Moscou amb llurs exèrcits. Era un moment de gran tensió, car diverses faccions (pro i antipolonesos, suecs o clans de boiars) intentaven prendre el control temporal de la situació. La pròpia població, o l'exèrcit, no sabien si havien de tancar i defensar la ciutat o si aquells que s'apropaven eren una força alliberadora i havien de rebre'ls com a aliats. Després d'unes escaramusses, la facció favorable als polonesos aconseguí el domini, els boiars els obriren les portes de Moscou i demanaren a Żółkiewski que els protegís de l'anarquia rampant. El Kremlin de Moscou fou ocupat per una guarnició de tropes de la Confederació capitanejada per Aleksander Gosiewski. El 27 de juliol se signà un tractat pel qual es concedien els mateixos drets als boiars russos que als szlachta polonesos, a canvi que reconeguessin Ladislau, que tenia només quinze anys, com el nou tsar. Tanmateix, sense que Żółkiewski ho sabés, Segimon, que encara romania a Smolensk, tenia uns altres plans.

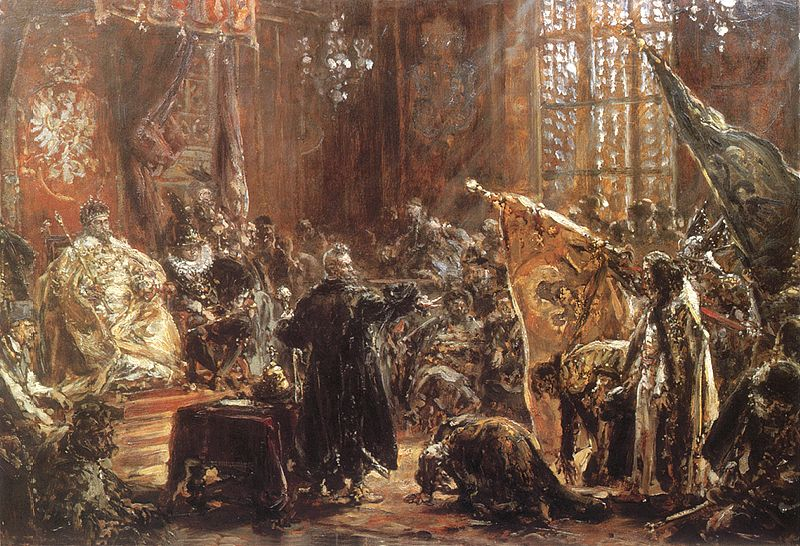
El tsar Xúiski al Sejm de Varsòvia de Jan Matejko, oli sobre llenç.

En aquell temps, les relacions entre Żółkiewski i Demetri el Fals, abans aliats, començaren a trencar-se. El segon fals Demetri havia perdut la major part de la seva influència sobre la cort polonesa, i Żółkiewski, tard o d'hora, l'hauria de fer sortir de la capital. Com ja s'ha comentat, els boiars prèviament havien oferit el tron a Ladislau almenys dues vegades, amb l'esperança de posar fi al despotisme amb què governaven els tsars i aconseguir unes polítiques més liberals amb la Confederació. A través de Żółkiewski, la facció propolonesa composta pels kniazos Fiódor Mstislavski, Vassili Golitsin, Fiódor Xeremétev, Daniïl Mezetski i els diaks Vassili Telepniov i Tomiło Łagowski aconseguí dominar la situació, de manera que una altra vegada la gran majoria dels boiars es mostraven favorables a Ladislau al tron, sempre que es convertís a l'ortodòxia i es tornessin les fortaleses capturades pels polonesos durant la guerra.
Això no obstant, Segimon, coincidint amb la manera de veure dels szlachta més devots, estava completament en contra de la conversió del príncep. Arran d'aquesta qüestió, el projecte de la Confederació de Polònia, Lituània i Moscòvia començà a fer aigües. Ofesos per la postura de Segimon, els boiars deixaren de donar suport a Ladislau, dividint-se un altre cop en faccions que donaven suport a llurs propis candidats, principalment Vassili Golitsin, Mikhaïl Romànov o Demetri II el Fals. Żółkiewski actuà ràpidament, prometent allò exigit sense el consentiment del rei, així que els boiars escolliren Ladislau com a tsar. El major enemic de Żółkiewski era Fiódor Romànov, el pare de Mikhaïl Romànov i patriarca de Moscou, exiliat de Rússia per salvaguardar els suports a Polònia. Després de l'elecció de Ladislau, Demetri fugí de Túixino a Kaluga, on tenia la seva base principal. La seva posició, tot i així, era molt precària, i fou assassinat per un dels seus homes el 20 de desembre. Marina Mniszech, la seva dona, estava embarassada de qui era el nou "hereter" al tron rus, Ivan Dimítrievitx.

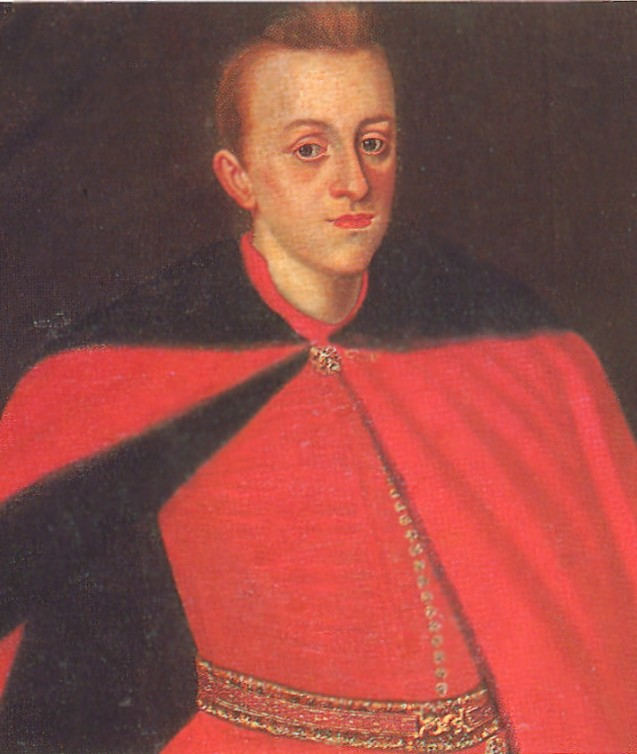
Ladislau IV de Polònia en la seva adolescència, autor desconegut de l'escola polonesa, començaments del.

La major oposició amb què s'hagué d'enfrontar Ladislau fou la del seu pare. Quan Żółkiewski es reuní amb Segimon a Smolensk el novembre d'aquell any, Segimon decidí aconseguir el torn rus per a ell, una decisió que provocà l'oposició de la majoria dels russos, atès que ell no amagava la seva voluntat de catolitzar Rússia. Żółkiewski es trobà en una posició difícil, car havia donat la seva paraula als boiars que mantindria Ladislau en el tron per assegurar-lo per a Polònia, i sabia que els boiars no acceptarien donar-lo a Segimon, que era impopular a Rússia, circumstància que Żółkiewski hagué d'explicar al monarca, car el rei pensava que, gràcies a les seves conquestes a l'oest, tindria fama de gran rei. Żółkiewski, enfadat amb el rei, tornà a Polònia. Aconseguí de Segimon el compromís pel qual permetria al seu fill accedir al tron, però es mantindria ell com a regent fins que ell fos major d'edat. Així feia que els boiars que havien jurat fidelitat al seu fill ho fessin també ara amb el pare. Els boiars no s'avingueren a prestar aquest jurament, i el suport als polonesos s'anà erosionant ràpidament. Ladislau no tingué possibilitat de prendre el poder realment, i la guerra es reprengué poc després. Segimon i Ladislau es desplaçaren a terres més segures per l'escalada de les tensions, i la petita guarnició polonesa del kremlin es veié aïllada i sotmesa a una hostilitat creixent, segons s'anaven canviant de bàndol els boiars. Les forces poloneses als afores de Moscou, sota el comandament de Jan Piotr Sapieha, hagueren d'enfrontar-se a les forces russes antipoloneses de l'anomenat Primer Exèrcit de Voluntaris del Poble, encapçalat per Prokopi Liapunov.
Mentrestant, continuava el setge de Smolensk, àdhuc havent estat Ladislau proclamat tsar de Rússia i havent jurat fidelitat les ciutats i fortaleses de la regió. Però a Segimon no li era prou la fidelitat de Smolensk, sinó que requeria que obrissin les portes a les forces poloneses, cosa a la qual els russos no estaven disposats. Després d'intents de minar les fortificacions el desembre del 1610, només aconseguiren obrir una esquerda a la muralla exterior, quedant intacta la interior, i continuà el setge. En un moment, les tropes del voivoda de Bracław entraren per una esquerda al mur exterior, però els russos ja ho havien previst, i fortificaren la zona amb homes addicionals, i, per tant, aconseguiren rebutjar l'atac polonès.

### Es reprèn la guerra (1611)
La tolerància russa envers la intervenció de la Confederació acabà amb la revolta de Moscou contra la guarnició polonesa del Kremlin. Els ciutadans de Moscou havien participat voluntàriament en el cop de 1606, on mataren 500 soldats polonesos. Ara, sota el govern dels polonesos, s'hi rebel·laren de nou. Els ciutadans de Moscou prengueren el dipòsit de munició, però les tropes poloneses aconseguiren rebutjar la primera onada d'atacants, la lluita provocà un incendi que destruí gran part de la ciutat. Del juliol en endavant la situació de les forces de la Confederació esdevingué greu, en convertir-se la revolta en un setge al Kremlin. Els polonesos empresonaren el líder de l'Església Ortodoxa, el Patriarca Hermògenes. Quan els russos atacaren Moscou, els polonesos li ordenaren, com a màxima autoritat entre els russos en aquella època, que signés un document cridant a l'alto el foc. Hermògenes s'hi negà, i fou privat d'aliment fins que morí d'inanició. La guarnició polonesa es trobà aleshores assetjada.
Mentrestant, a finals del 1611, el príncep Dmitri Pojarski fou escollit per capitanejar l'oposició pública als polonesos, organitzada pel gremi de mercaders de Nijni Nóvgorod, amb la supervisió dels fons donats per a la creació del Segon Exèrcit de Voluntaris a càrrec del respectat carnisser Kuzmà Minin. Quan una part de l'exèrcit polonès s'amotinà al gener del 1612 a causa dels sous impagats, i començaren a retirar-se cap a la Confederació, les forces de l'exèrcit de voluntaris reforçaren les forces antipoloneses de Moscou. L'exèrcit de 9.000 soldats sota el comandament del hetman Jan Karol Chodkiewicz intentaren aixecar el setge i s'enfrontaren amb les forces russes, intentant arribar a les forces poloneses de dins del Kremlin, l'1 de setembre. Les forces poloneses empraren les càrregues de cavalleria en camp obert, i ara havien d'exercitar tàctiques que eren noves per a ells: escortar un tàbor a través de la ciutat. Després dels primers èxits per als polonesos, els reforços cosacs russos obligaren el contingent de Chodkiewicz a retirar-se de Moscou.
Els reforços russos sota el comandament del príncep Pojarski feren que la guarnició sucumbís a la fam, i així hagueren de rendir-se l'1 de novembre després de dinou mesos de setge. L'endemà, els soldats polonesos se'n retiraren de Moscou. Tot i que la Confederació negocià un salconduit, la meitat dels supervivents de la guarnició fou massacrada per les tropes russes en sortir de la ciutat.
D'altra banda, el 2 de juny del 1611 Smolensk per fi havia caigut davant dels polonesos. Després de vint mesos de setge, dos durs hiverns i veient llurs provisions minvades, els defensors estaven al límit, i les tropes polonesolituanes havien entrat ja a la ciutat. Només quedava la fortalesa, i l'exèrcit polonès, aconsellat pel traïdor fugit Andrei Dedixin, descobrí el punt feble de les defenses de la fortalesa. El 13 de juliol del 1611 el cavaller de Malta Bartłomiej Nowodworski inserí una mina al canal del clavegueram, i l'explosió creà una gran esquerda als murs de la fortalesa. La fortalesa fou presa aquell mateix dia, intentant els soldats russos restants refugiar-se a la catedral i la volaren amb pólvora per evitar la mort a mans de les forces enemigues. Tot i haver perdut la important plaça de Smolensk, aquesta derrota donà llibertat a les tropes russes per lluitar contra la Confederació a Moscou, passant el comandant de Smolensk, Mikhaïl Xein, a ser considerat un heroi per haver aguantat tant com pogué. Fou capturat a Smolensk i romangué presoner de la Confederació els següents nou anys.

### Una nova treva (1612-1617)

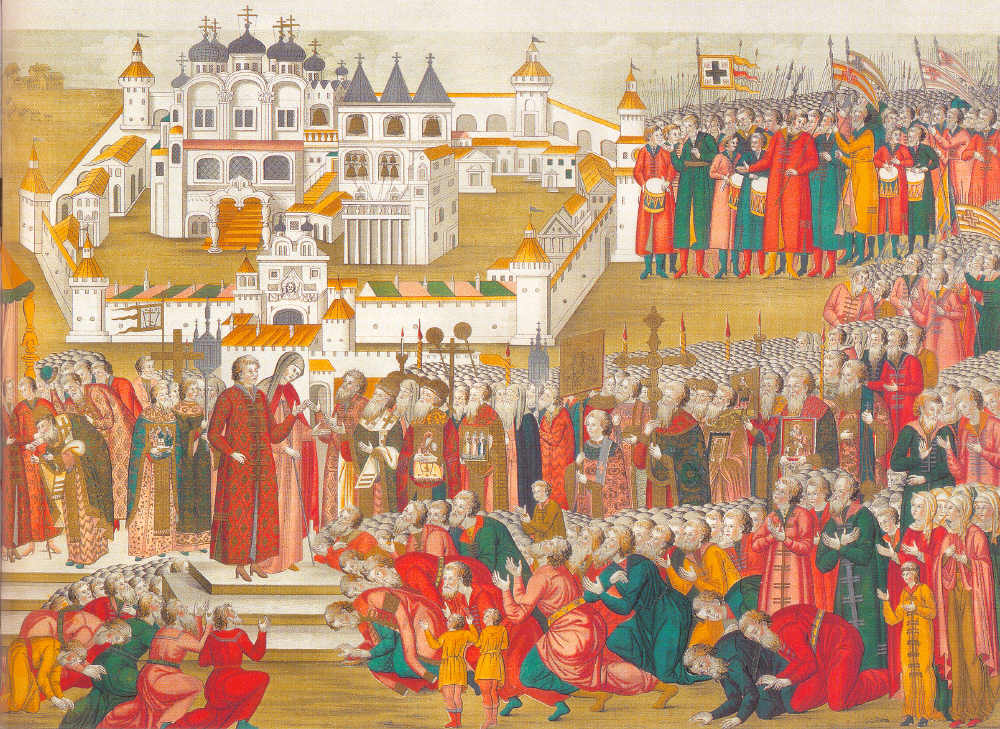
Mikhaïl Romànov, havent estat salvat dels polonesos per Ivan Sussanin, sabent de la seva elecció per al tron rus al Monestir d'Ipàtiev. Il·lustració d'un llibre del.

Després de la caiguda de Smolensk, la frontera russo-polonesa romangué tranquil·la relativament durant els següents anys. Tanmateix, no s'havia signat cap tractat. Segimon, criticat pel Sejm pel seu error en l'intent de conservar Moscou, rebé pocs diners per pagar els soldats. Això provocà un motí de l'exèrcit regular polonès, o més aviat, la mena de motí semi-legal practicat a la Confederació: una konfederacja (confederatio). La confederatio resultant ha estat considerada la més gran en la història de la Confederació, i saquejà les terres polonesolituanes des del 1612 fins a la seva derrota a la Batalla de Rohatyn, el 17 de maig del 1614. El líder de la confederatio, Jan Karwacki, fou capturat i enviat encadenat pel futur hetman Stanisław Koniecpolski al seu mentor, el hetman Żółkiewski, i posteriorment fou executat a Lwów. L'Imperi Otomà també criticava Segimon, perquè els cosacs d'Ucraïna tornaven a fer ràzzies sense sancionar contra el territori turc. Per això els polonesolituans no aconseguiren cap suport per part dels otomans en la guerra.
Mentrestant, el Període Tumultuós a Rússia no havia acabat, i el país no podia prendre avantatge sobre la feblesa polonesa. El 21 de febrer del 1613, la Zemski Sobor nomenà Mikhaïl Romànov, el fill de disset anys de Fiódor Romànov, com a nou tsar. Fiódor, instal·lat com el patriarca Filaret, era un popular boiar i patriarca de Moscou, un dels boiars que pugnaven per aconseguir el control del tron rus durant el Període Tumultuós. Els Romànov eren una poderosa família, una germana de l'àvia de Fiódor fou Anastàsia Romànovna Zakhàrina, dona d'Ivan el Terrible. De totes maneres, el nou tsar tenia molts enemics: Marina Mniszech intentà fins a la seva mort el 1614 instal·lar el seu fill com a tsar de Rússia; diverses famílies de boiars que encara anhelaven el poder, tractant de derrocar el jove tsar Mikhaïl; i la intervenció sueca que tractava de guanyar el tron per al Duc Carles Felip, àdhuc amb èxit durant uns mesos. Felip, emperò, fins i tot aconseguí menys suport que Ladislau, i els suecs foren forçats a retirar-se de Rússia finalment.

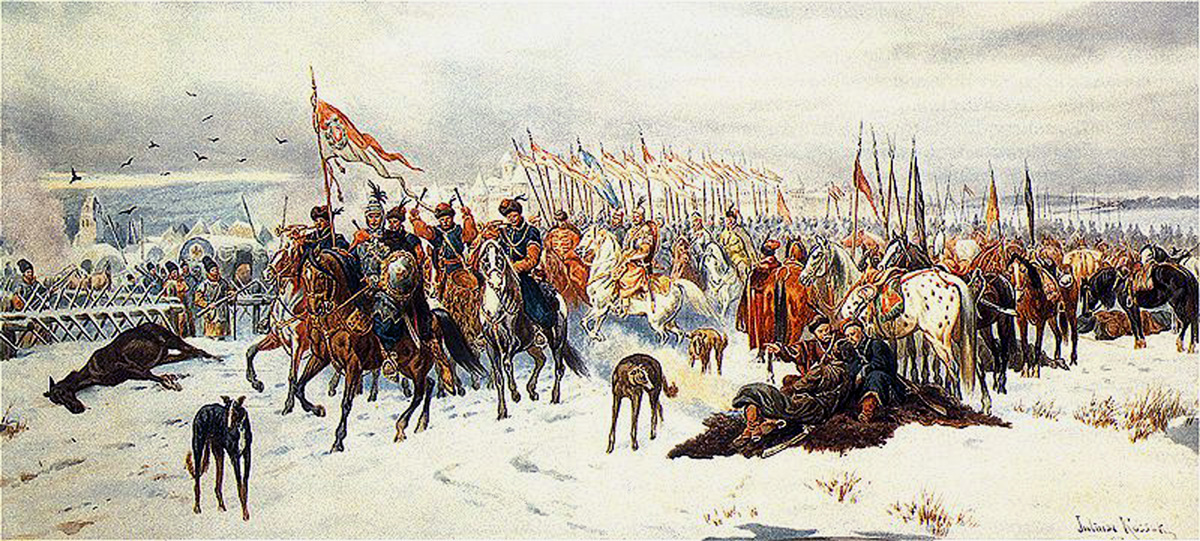
Alliberament de Smolensk per les forces poloneses, de Juliusz Kossak.

Mentre tots dos països estaven sacsejats per les lluites internes, aparegueren petites faccions. Els mercenaris de la Lisowczycy polonesa, que eren essencials en la defensa de Smolensk el 1612, quan la majoria dels soldats regulars s'uniren a la confederatio, estigueren ocupats a guardar la frontera polonesa contra les incursions russes durant els següents tres anys. De totes maneres, el 1615, Aleskander Józef Lisowski aconseguí reunir molts soldats fora de la llei i envaí Rússia amb sis chorągiew de cavalleria. Assetjà Briansk i derrotà la força d'alliberament d'uns pocs milers de soldats sota el comandament del príncep Iuri Xakovkoi prop de Karàtxev. Llavors Lisowski derrotà també una força molt més gran que la seva, la comandada pel príncep Dmitri Pojarski, qui decidí defensar-se i fortificar el seu campament en comptes d'atacar. La Lisowczycy perdé contacte amb la resta de les seves forces, cremà Beliov i Likhvin, prengué Przemyśl, es dirigí al nord, on derrotà l'exèrcit rus a Rjev, seguint al nord cap a Kaixin, cremà Torjok i, ja amb prou botí, tornaren a Polònia sense cap altra oposició de les forces russes. Lisowski i els seus homes romangueren a la frontera russo-polonesa fins a la tardor del 1616, moment en què Lisowski sobtadament emmalaltí i morí l'11 d'octubre. La formació era coneguda com la Lisowczycy. Malgrat la mort de Lisowski, les seves forces continuaren essent una vertadera amenaça: el 1616 capturaren Kursk i derrotaren les forces russes a Bólkhov.

### Etapa final (1617-1618)

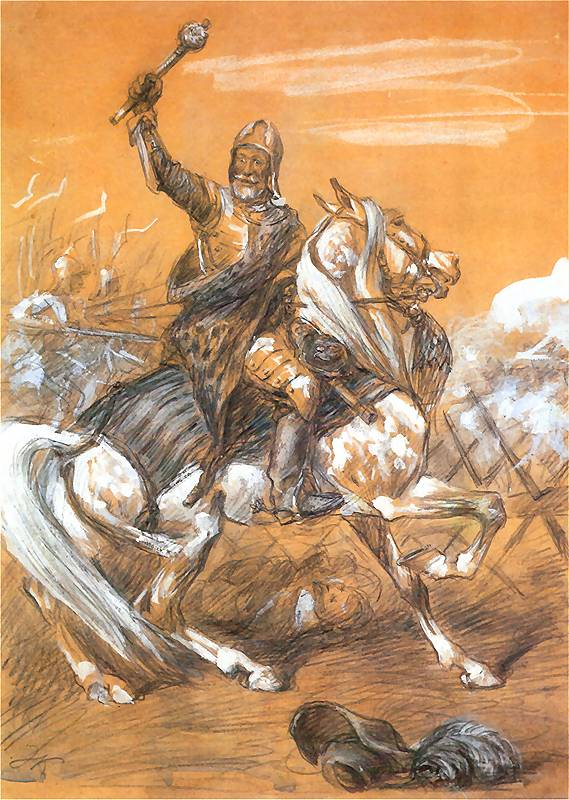
El hetman Jan Karol Chodkiewicz, esbós de Juliusz Kossak.

Finalment, el Sejm de la Confederació votà el pagament dels fons necessaris per continuar les operacions militars a gran escala. Segimon i Ladislau iniciaren una nova campanya al tron el 6 d'abril del 1617. Ladislau era el comandant oficial, però el control real de l'exèrcit el tingué el hetman Jan Chodkiewicz. L'octubre, les ciutats de Dogorobuj i Viazma s'havien rendit ràpidament, reconeixent Ladislau com a tsar. Les forces polonesolituanes patiren derrotes entre Viazma i Mojaisk, i els plans de Chodkiewicz de contraatacar i avançar fins a Moscou fallaren. Ladislau no tenia prou forces per arribar a Moscou de nou, sobretot perquè en aquesta ocasió el suport rus que havien tingut en altres ocasions era inexistent. En resposta a la invasió de Ladislau, els burgesos de la ciutat de Smolensk es rebel·laren en contra del domini polonès, de manera que les forces de Ladislau havien de lluitar en la seva retirada de Rússia. Les tropes poloneses de la guarnició de Smolensk foren alliberades per la Lisowczycy, comandada per Stanisław Czapiński. Aquests foren els últims espasmes de la guerra. S'iniciaren les negociacions i es signà un tractat de pau el 1618.

## Desenllaç

Fronteres segons la Pau de Deulino de 1618. Els territoris guanyats per Polònia i Lituània són marcats en color taronja.

Segimon III Vasa no tingué èxit en els seus plans de convertir-se en tsar o assegurar el tron per al seu fill Ladislau, però fou capaç d'estendre el territori de la Confederació de Polònia i Lituània. L'11 de desembre del 1618 la Pau de Deulino, que conclogué la Guerra Russo-polonesa, donaren a la Confederació el control sobre alguns dels territoris conquerits, com els territoris de Txernígov i Sevèria, i la ciutat de Smolensk, i es pactà una treva de quinze anys. Ladislau rebutjà renunciar a les seves reclamacions sobre el tron rus, àdhuc quan Segimon ho havia fet.
El 1632 la Pau de Deulino expirà, i les hostilitats es reprengueren immediatament amb un conflicte conegut com la Guerra de Smolensk. Aquesta vegada la guerra fou iniciada pels russos, qui intentaven aprofitar la suposada feblesa de la Confederació després de la mort de Segimon III Vasa. No pogueren recuperar Smolensk, i hagueren d'acceptar el Tractat de Poliànovka el 1634. Els russos hagueren de pagar 20.000 rubles a la Confederació, però Ladislau renunciava a la seva reclamació del tron rus i reconeixia Miquel I de Rússia com a tsar legítim del país.